# 天五中崎通商店街

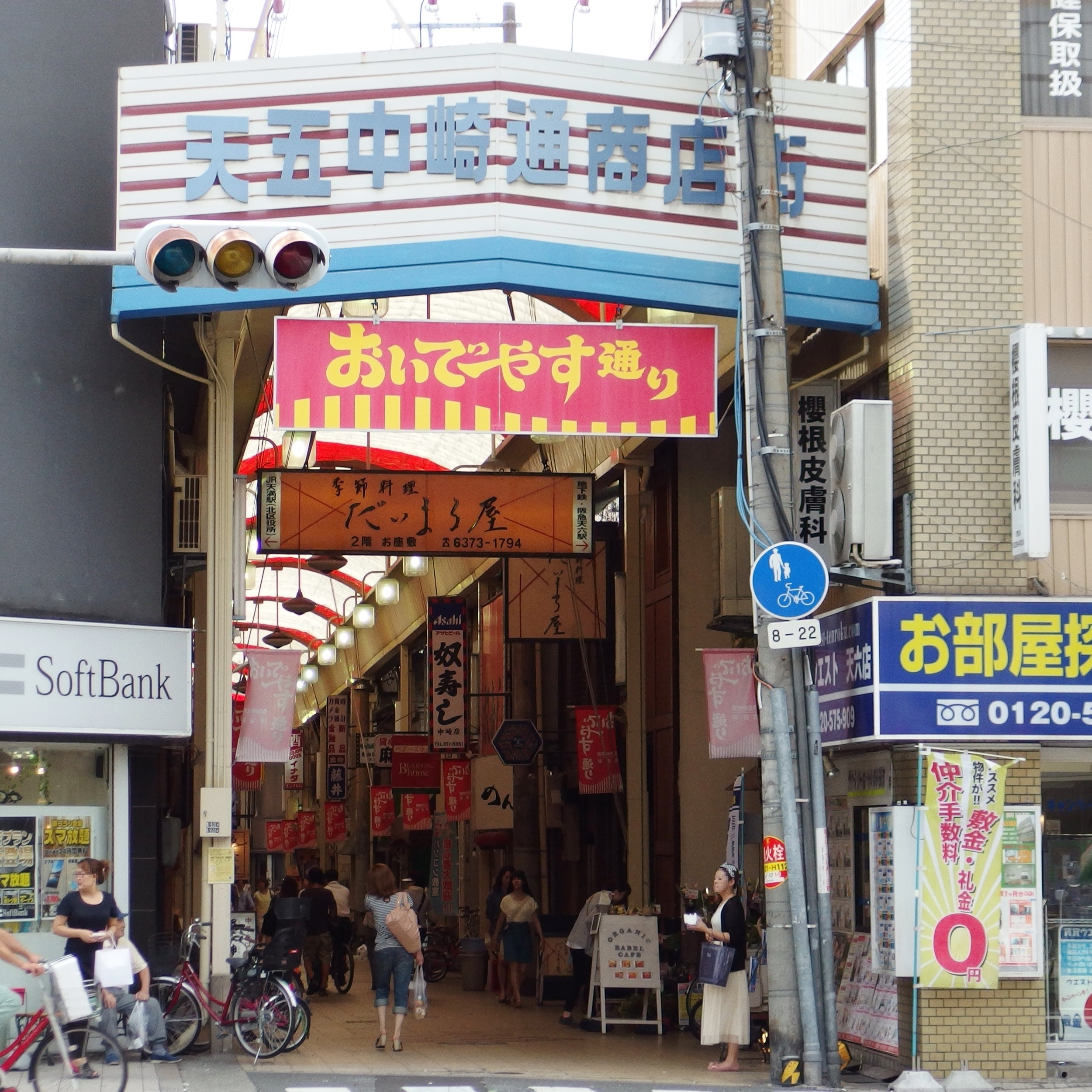
天神橋筋側の入口 (2014年8月)

天五中崎通商店街（てんごなかざきどおりしょうてんがい）は、大阪府大阪市北区にあるアーケード商店街である。通称はおいでやす通り。

## 概要
その名前の通り、「天五」交差点からOsaka Metro谷町線中崎町駅へつながるアーケード商店街で、中崎・黒崎町・浪花町を通る。天五中崎通商店街の東側は天神橋筋と交わり、西側は都島通と交わる。
商店街は厳密には4つに分かれている。西側（中崎町駅側）から、中崎商店会、黒崎西商店街、黒崎東商店街、浪花街商店街振興組合に分かれており、総称して天五中崎通商店街と呼ばれている。通称「おいでやす通り」と呼ばれる場合もあり、実際に商店街には「おいでやす通り」と書かれた掲示が多い。

## アクセス
商店街内部につながる地下鉄の駅は中崎町駅の1番出口のみである。
- Osaka Metro谷町線中崎町駅
- Osaka Metro（谷町線・堺筋線）・阪急千里線 天神橋筋六丁目駅から徒歩
- 大阪環状線 天満駅から徒歩
- 天神橋五丁目 （大阪シティバス）

## 周辺情報
- 天神橋筋商店街
- 中崎町駅
- 黒崎町公園